# 洪沧海
洪沧海（1948年8月16日—1970年2月27日）新加坡人，文革时被枪决于厦门。

## 生平
洪沧海祖籍同安，1948年8月16日出生于新加坡，是新加坡公民。小学就读于新加坡福建会馆主办的崇福小学，中学就读于中正中学，是个生性活跃、追求进步的左派学生。受到中国正在进行的文化大革命的红色思潮影响，因不满新加坡政府的统治，参加了当地左派学生运动。他曾於1966年12月被捕，1967年1月獲釋。他的祖父为了他的生命安全，便带着他和哥哥洪沧江兄弟俩告别父母，在1967年3月回到中国，定居厦门。
回国后，与哥哥洪沧江进入集美中学读书，为侨生。1968年因在日记中直指毛泽东独裁、样板戏是为江青个人树碑立传，以现行反革命罪被捕。1970年2月被判死刑，27日执行枪决时，因他不肯下跪，竟挨了5枪。尸体被弃之海滩，后被某医院收走作为解剖教学材料，所剩尸骨被处理掉。数年后其新加坡家属得知其死讯。
1980年6月6日，厦门市中级人民法院重审后裁定撤销原判，宣告洪沧海无罪。